# Indywidualne Mistrzostwa Wielkiej Brytanii na Żużlu 1968
Indywidualne mistrzostwa Wielkiej Brytanii na żużlu – cykl turniejów żużlowych mających wyłonić najlepszych żużlowców brytyjskich w 1968 roku. Tytuł wywalczył Ivan Mauger z Newcastle Diamonds. 

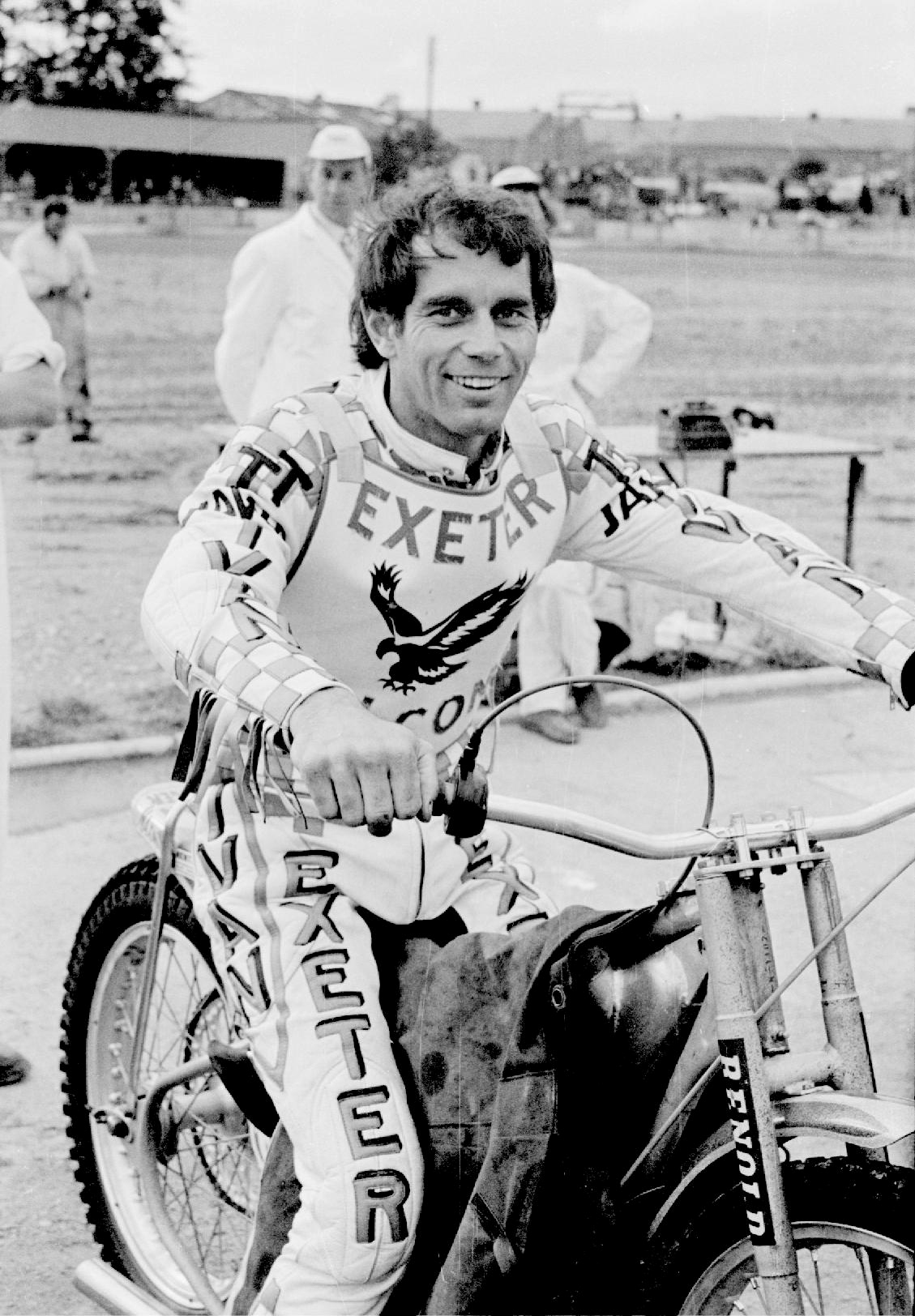
Ivan Mauger - mistrz Wielkiej Brytanii 1968

## Wyniki

### Półfinał pierwszy
- 27 czerwca 1968 r. (czwartek),  Sheffield

| Msc. | Zawodnik          | Klub                   | Pkt |  |  |
| ---- | ----------------- | ---------------------- | --- |  |  |
| 1    | Barry Briggs      | Swindon Robins         | 14  |  |  |
| 2    | Bill Andrew       |                        | 13  |  |  |
| 3    | Norman Hunter     | West Ham Hammers       | 13  |  |  |
| 4    | Nigel Boocock     | Coventry Bees          | 11  |  |  |
| 5    | Mike Broadbank    |                        | 10  |  |  |
| 6    | Peter Vandenberg  |                        | 10  |  |  |
| 7    | Dave Younghusband | Halifax Dukes          | 9   |  |  |
| 8    | Jim McMillan      |                        | 7   |  |  |
| 9    | Jim Airey         | Wolverhampton Wolves   | 7   |  |  |
| 10   | Colin Pratt       | Cradley Heath Heathens | 6   |  |  |
| 11   | Bob Andrews       | Cradley Heath Heathens | 6   |  |  |
| 12   | Tommy Roper       |                        | 5   |  |  |
| 13   | Arnold Haley      |                        | 3   |  |  |
| 14   | Chris Julian      |                        | 3   |  |  |
| 15   | Jimmy Squibb      |                        | 2   |  |  |
| 16   | Bert Harkins      |                        | 1   |  |  |

Awans: 8+2 do finału

### Półfinał drugi
- 2 lipca 1968 r. (wtorek),  Poole

| Msc. | Zawodnik             | Klub               | Pkt |  |  |
| ---- | -------------------- | ------------------ | --- |  |  |
| 1    | Ivan Mauger          | Newcastle Diamonds | 14  |  |  |
| 2    | Martin Ashby         | Exeter Falcons     | 14  |  |  |
| 3    | Terry Betts          | King’s Lynn Stars  | 12  |  |  |
| 4    | Charlie Monk         |                    | 10  |  |  |
| 5    | Ray Wilson           | Leicester Lions    | 10  |  |  |
| 6    | Eric Boocock         | Halifax Dukes      | 9   |  |  |
| 7    | Trevor Hedge         | Wimbledon Dons     | 9   |  |  |
| 8    | Geoff Mudge          |                    | 9   |  |  |
| 9    | Reg Luckhurst        |                    | 8   |  |  |
| 10   | James Bond           |                    | 7   |  |  |
| 11   | Colin Gooddy         |                    | 7   |  |  |
| 12   | John Boulger         | Leicester Lions    | 3   |  |  |
| 13   | Wayne Briggs         | Exeter Falcons     | 3   |  |  |
| 14   | Greg Kentwell        | Halifax Dukes      | 3   |  |  |
| 15   | Eric Boothroyd       | Halifax Dukes      | 1   |  |  |
| 16   | Bob Kilby            | Swindon Robins     | 1   |  |  |
|      | rez. Les McGillivray |                    | 0   |  |  |
|      | rez. Jimmy Gooch     |                    | 0   |  |  |

Awans: 8 do finału

### Finał
- 11 lipca 1968 r. (czwartek),  Londyn - Wimbledon

| Msc. | Zawodnik          | Klub                   | Pkt |  |  |
| ---- | ----------------- | ---------------------- | --- |  |  |
| 1    | Ivan Mauger       | Newcastle Diamonds     | 15  |  |  |
| 2    | Barry Briggs      | Swindon Robins         | 14  |  |  |
| 3    | Eric Boocock      | Halifax Dukes          | 13  |  |  |
| 4    | Trevor Hedge      | Wimbledon Dons         | 10  |  |  |
| 5    | Martin Ashby      | Exeter Falcons         | 10  |  |  |
| 6    | Nigel Boocock     | Coventry Bees          | 9   |  |  |
| 7    | Norman Hunter     | West Ham Hammers       | 9   |  |  |
| 8    | Jim McMillan      |                        | 7   |  |  |
| 9    | Terry Betts       | King’s Lynn Stars      | 7   |  |  |
| 10   | Dave Younghusband | Halifax Dukes          | 6   |  |  |
| 11   | Geoff Mudge       |                        | 6   |  |  |
| 12   | Charlie Monk      |                        | 5   |  |  |
| 13   | Mike Broadbank    |                        | 3   |  |  |
| 14   | Ray Wilson        | Leicester Lions        | 2   |  |  |
| 15   | Reg Luckhurst     |                        | 2   |  |  |
| 16   | Peter Vandenberg  |                        | 1   |  |  |
|      | rez. Jim Airey    | Wolverhampton Wolves   | 0   |  |  |
|      | rez. Bob Andrews  | Cradley Heath Heathens | 0   |  |  |